# Tarzan van de apen
Tarzan van de apen (Engelse titel: Tarzan of the Apes) is een roman geschreven door Edgar Rice Burroughs. Het is het eerste in een reeks boeken over het personage Tarzan. Het verhaal werd voor het eerst gepubliceerd in het pulp-tijdschrift All-Story Magazine in oktober 1912. De eerste boekversie verscheen in 1914.

## Verhaallijn
De roman vertelt het verhaal van John Clayton. Hij wordt geboren in de jungle aan de westkust van Afrika. Zijn ouders, John en Alice Clayton, zijn kort voor zijn geboorte achtergelaten in de jungle door een groep muiters die hun schip hadden overgenomen.
Kort na Johns geboorte sterven zijn ouders, eerst zijn moeder en daarna zijn vader. John Clayton wordt gedood door Kerchak, de leider van een troep mangani's (een fictieve apensoort). De jonge John wordt gevonden door de apin Kala, die hem adopteert als haar zoon. Ze noemt hem Tarzan, wat “blanke huid” betekent in de taal van haar soort.
Tarzan groeit in de jaren erop op bij de apen en is zich onbewust van zijn ware afkomst. Wel heeft hij duidelijk door dat hij anders is dan de rest. Op een dag ontdekt de inmiddels volwassen Tarzan de hut van zijn echte ouders. Hier ziet hij in een paar boeken voor het eerst bewijs van andere wezens zoals hij. Hij bestudeert deze boeken aandachtig, en leert zo zichzelf lezen.
Wanneer Tarzan de hut verlaat, wordt hij aangevallen door een grote gorilla. Hij slaagt erin het beest te doden met het mes van zijn vader. Later in het boek vecht Tarzan ook met Kerchak. Hij doodt hem eveneens, en neem zo diens plek in als koning van de apen.
Kort hierop vestigt zich een Afrikaanse stam in de regio. Kala wordt gedood door een van de jagers van de stam. Tarzan wreekt zich op de jager en wordt zo de vijand van de stam. Hij berooft het dorp een paar maal van wapens, en zet de inheemse bewoners geregeld een hak. Zij zien hem als een kwaadaardige geest.
Dan arriveren onverwacht nog meer blanke mensen in de jungle. Zij zijn eveneens achtergelaten. Een van hen is de Amerikaanse vrouw Jane Porter, de eerste blanke vrouw die Tarzan ooit te zien krijgt. Een ander lid van de groep is Tarzans neef, William Cecil Clayton, hoewel noch hij noch Tarzan weten dat ze familie van elkaar zijn. Tarzan houdt de nieuwkomers scherp in de gaten en helpt hen in het geheim. Uiteindelijk redt hij een man genaamd Paul D'Arnot van de inheemse bevolking. D'Arnot leert Tarzan vervolgens Frans spreken en hoe hij zich moet gedragen onder andere mensen. Tevens brengt hij Tarzan naar een koloniale buitenpost waar hij hoort dat Jane huiswaarts is gekeerd naar Baltimore, Maryland.
Tarzan reist haar achterna, maar ontdekt bij zijn aankomst dat Jane reeds is verloofd met William Clayton. Ondertussen vindt D'Arnot in de hut van Tarzans ouders bewijzen dat Tarzan familie is van Clayton, en eerste erfgenaam van het familiefortuin. Tarzan slaat de erfenis echter af daar Janes geluk hem meer waard is.

## Verfilmingen
Burroughs' boek diende als basis voor een groot aantal films. De eerste twee waren de films Tarzan of the Apes (1918) en The Romance of Tarzan (1918), beide met Elmo Lincoln als Tarzan. De volgende en tevens bekendste verfilming was Tarzan the Ape Man (1932), met Johnny Weissmuller. Hij vertolkte de rol in nog elf andere Tarzan-films. Van deze film werd tweemaal een remake gemaakt: eerst in 1959 met Denny Miller, en in 1981 met Miles O'Keeffe.
Nadien zijn er nog drie verfilmingen gemaakt: Greystoke - The Legend of Tarzan, Lord of the Apes (1984) met Christopher Lambert, de animatiefilm Tarzan of the Apes (1999) en de Disneyfilm Tarzan (1999).

## Auteursrecht
Het auteursrecht op het boek is in de Verenigde Staten inmiddels verlopen. Daar bevindt het boek zich nu in het publiek domein. De tekst is beschikbaar via Project Gutenberg.